# Mystic Quest
Mystic Quest (聖剣伝説 ~ファイナルファンタシー外伝~, Seiken Densetsu: Final Fantasy Gaiden) ist ein Rollenspiel für den Game Boy, welches 1991 erschien. In den Vereinigten Staaten erhielt es den Titel Final Fantasy Adventure und erschien einige Monate vor der US-amerikanischen Veröffentlichung von Final Fantasy II.
Im Februar 2016 ist unter dem Titel Adventures of Mana ein 3D-Remake für iOS, Android und Playstation Vita erschienen.

## Spielprinzip
Die Rahmenhandlung versetzt den Spieler in die Rolle eines gefangenen Gladiatoren, der entkommen kann und auf seiner Reise eine höhere Bestimmung erlangt. Der Spieler betrachtet das zweidimensional präsentierte Geschehen aus der Vogelperspektive. Gegnerische Monsterfiguren werden dem Spieler als Sprite auf dem Bildschirm angezeigt, Kämpfe finden in Echtzeit statt: Gegner und Spielfiguren sind ohne Unterbrechung in Aktion. In unterirdischen Gewölben, den sogenannten Dungeons, muss der Spieler Rätsel lösen, um voranzukommen. Bei einem Erhöhen der Stufe der Figur kann der Spieler die Attribute (etwa Stärke oder Ausdauer) wählen, die erhöht werden sollen; in nachfolgenden Spielen wird diese Wahl vom Spiel getroffen. Im Laufe des Spiels kann der Protagonist neue Rüstungen, Helme, Schilde und Waffen erhalten; manche Waffen ermöglichen ihm eventuell den Zugang zu neuen Gebieten der Spielwelt, so können mit der Axt etwa Bäume gefällt oder mit der Peitsche Abgründe überwunden werden. Dieses Element wurde im nachfolgenden Seiken Densetsu wieder aufgegriffen.
Das Spiel wird in monochromer Pixelgrafik mit vier verschiedenen Tönungen präsentiert. Hintergrundelemente werden mit den zwei helleren Farbtönen dargestellt, wogegen etwa Sprites im Vordergrund dunkel umrandet sind. Die musikalische Untermalung stammt von Kenji Itō und Nobuo Uematsu und wird im Nachfolger teilweise wiederverwendet. Der Spielstand kann jederzeit gespeichert und an derselben Stelle wiederaufgenommen werden.

## Entwicklung
Nach der Veröffentlichung des dritten Final-Fantasy-Titels im Jahr 1990 bot Square dem Designer Koichi Ishii an, bei einem Spiel der Spin-off-Serie Regie zu führen. Die Entwicklung für den Game Boy begann unter dem Arbeitstitel Gemma Knights. Schließlich belebte Square den geschützten Namen wieder und veröffentlichte das Spiel als Seiken Densetsu: Final Fantasy Gaiden. Es wurde später in Europa als Mystic Quest veröffentlicht. Ishii schlug die Grundlage für die Geschichte des Spiels vor, während der Drehbuchautor Yoshinori Kitase half, das Drehbuch des Spiels zu schreiben. Ishii entwarf alle Charaktere selbst, während Goro Ohashi für die Entwicklung des Spielsystems verantwortlich war.

## Rezeption
In einer Kritik für IGN bewertete Dexter Sy das Spiel positiv mit einer Punktzahl von 9 aus 10. Ein Anlass für negative Kritik sei das Scheitern der Action-orientierten Geschehens mit seinen „[Computer-]Rollenspiel-Wurzeln“: Die Navigation durch die Spielmenüs, etwa um die Bewaffnung zu wechseln, sei langatmig und unterbreche den Spielfluss. Die Spielgrafik stehe an der Spitze der Game-Boy-Spiele ihrer Zeit und die Musik sei markant, sehr atmosphärisch und die einzelnen Stücke brächten erfolgreich unterschiedliche Stimmungen zum Ausdruck. Sy zog in seinem Fazit The Legend of Zelda: Link’s Awakening als Vergleich heran:

“RPG gamers may lament at the fact that it has a shallow story line, or that it isn’t RPG enough…but there’s little argument that Action/RPGs translate very well on handheld consoles. And in that respect, Final Fantasy Adventure sits nicely in a respectable position behind The Legend of Zelda: Link’s Awakening as a top Action/RPG title for the Game Boy.”

„Rollenspieler könnten beklagen, dass das Spiel eine magere Handlung besitze, oder dass es nicht genug Rollenspiel sei… aber es besteht kein Zweifel, dass Action-Rollenspiele sehr gut auf Handhelds umzumünzen sind. In dem Bezug befindet sich FFA auf einem respektablen zweiten Platz hinter TLoZ: LA als ein Spitzen-ARPG für den Game Boy.“